# Nick Punto
Nicholas Paul Punto (San Diego, 8 novembre 1977) è un ex giocatore di baseball e allenatore di baseball statunitense naturalizzato italiano.
Da giocatore, nel ruolo di interno, ha giocato con Philadelphia Phillies, Minnesota Twins, St. Louis Cardinals (con cui ha vinto le World Series 2011 battendo i Texas Rangers), Boston Red Sox, Los Angeles Dodgers e Oakland Athletics, rappresentando anche l'Italia nel World Baseball Classic. A partire dal 2025 ha intrapreso la carriera di allenatore con i San Diego Padres.

## Carriera

### Club
Dopo aver frequentato la Trabuco Hills High School a Mission Viejo (California) e il Saddleback College, è stato scelto dai Philadelphia Phillies al 21º giro del draft MLB del 1998.
Ha debuttato in MLB il 9 settembre 2001 contro i Montreal Expos, in un incontro vinto 12-4. Complessivamente con i Phillies ha disputato 77 incontri in 3 stagioni, realizzando una media battuta di .223.
Nel 2004 si è trasferito ai Minnesota Twins dove rimase 7 stagioni, giocando 747 partite (media battuta .248).
Nel 2011 è passato ai St. Louis Cardinals, con i quali ha disputato 63 incontri (media battuta .278) e vinto le World Series.
Ha giocato poi per i Boston Red Sox (65 match con .200), i Los Angeles Dodgers (22 incontri con .286) e gli Oakland Athletics.
Nel 2014, dopo aver firmato un contratto nelle Minors con gli Arizona Diamondbacks, decise di ritirarsi dall'attività agonistica.

### Nazionale
Figlio di Lou, anch'egli giocatore di baseball e scelto al draft dai Boston Red Sox, Punto vanta origini sorrentine che gli hanno valso l'acquisizione della cittadinanza italiana. Con la maglia azzurra ha disputato il World Baseball Classic del 2009 e del 2013, per un totale di 10 apparizioni.